# Parque Nacional de Bicuar
O Parque Nacional de Bicuar é um parque nacional na Angola. Está localizado na região sudoeste do país, no Planalto de Huila, a cerca de 120 km de Lubango. O parque é uma área de colinas arenosas e caráter arbustivo. O clima é tropical semiárido. Bicuar foi estabelecido no ano de 1938 como uma reserva de caça, e feita um parque nacional em 1964. O parque é conhecido pelos seus grandes mamíferos, como o búfalo-africano. Bicuar sofreu severamente com a Guerra Civil Angolana (1975-2002). Durante esse período, a maioria dos animais foi parcialmente ou inteiramente exterminada, porém o governo angolano trabalha para a reconstrução da infraestrutura e repovoamento dos animais.

## Características naturais
O parque é limitado a oeste pelo rio Cunene, um dos poucos rios perenes da região. A vegetação predominante são as florestas angolanas de miombo e mopane, uma área de savana e bosques no planalto a leste das colinas costeiras. Porções do parque são pantanosas e contêm pastagens de dambo.
O Bicuar fica no extremo norte de uma ecorregião distinta conhecida como a floresta de mopane angolana. A área é conhecida pela alta riqueza de espécies, chuvas variáveis e a importância das árvores de mopane para os animais e as pessoas da região.
O clima de Bicuari é descrito no sistema de classificação climática de Köppen como clima tropical temperado das montanhas com invernos secos (Cwb), e as temperaturas médias nos meses mais quentes é abaixo de 22°C. A precipitação média anual é de 600 a 800 mm/ano.

## Vida Animal
Historicamente, a área é conhecida por grandes manadas de antílopes comuns, elefantes e outros grandes mamíferos. Acredita-se que todas as populações de espécies tenham sido severamente reduzidas durante a guerra (o parque teria sido usado como um campo de prática de artilharia), caça furtiva e invasão humana. Desde o fim das hostilidades, o governo da província de Huíla começou a trabalhar para reconstruir a infraestrutura do parque para atrair e proteger os animais.
A partir de 2013, foi relatado que alguns dos grandes mamíferos estão retornando a Bicuar. O administrador do parque se pronunciou, dizendo "estamos felizes com o retorno de manadas de elefantes aos municípios de Quipungo, Matala e Gambos, pois os animais reconhecem seu habitat e se reproduzem dentro do parque". Além de elefantes, o parque também suporta antílopes, taurotragus, gnus e zebras.